# Cephalocarida
Classe
Classification phylogénétique
- Cuticulates
  - Gastrotriches
  - Ecdysozoaires
    - Panarthropodes
      - Onychophores
      - Tardigrades
      - Euarthropodes
        - Chélicériformes
          - Pycnogonides
          - Chélicérates
            - Mérostomes
            - Arachnides

        - Mandibulates
          - Myriapodes
          - Pancrustacés
            - Rémipèdes
            - Céphalocarides
            - Maxillopodes
            - Branchiopodes
            - Malacostracés
            - Hexapodes

    - Introvertés

Les Cephalocarides (Cephalocarida) sont une classe de crustacés. Elle comprend seulement 12 espèces d'animaux proches des crevettes benthiques, qui font toutes partie du même ordre (Brachypoda) et de la même famille, les Hutchinsoniellidae. Ils ont été découverts en 1955 et sont communément appelés « crevettes en sabot de cheval ». Bien que l'on n'ait pas de fossiles connus de Céphalocarides, la plupart des spécialistes pensent que ce sont des crustacés primitifs.

## Description et anatomie
L'anatomie des Céphalocarides est relativement simple, comparée à celle des Malacostracés. Leur corps, petit (2 à 3,7 mm de long) et allongé, comprend une tête, un thorax de 8 segments avec des appendices biramés et un abdomen de 11 segments qui porte un telson mais pas d'appendices. La seconde paire de maxilles ressemble aux appendices du thorax. Ils n'ont pas d'yeux.

## Habitat
On rencontre des Céphalocarides depuis la zone intertidale jusqu'à 1 500 m de fond, et dans tous les types de sédiments.

## Liste des taxons
Selon World Register of Marine Species (16 février 2016) et ITIS (16 février 2016) :
- Ordre Brachypoda Birshteyn, 1960
  - Famille Hutchinsoniellidae Sanders, 1955
    - genre Chiltoniella Knox & Fenwick, 1977
      - espèce Chiltoniella elongata Knox & Fenwick, 1977

    - genre Hampsonellus Hessler & Wakabara, 2000
      - espèce Hampsonellus brasiliensis Hessler & Wakabara, 2000

    - genre Hutchinsoniella Sanders, 1955
      - espèce Hutchinsoniella macracantha Sanders, 1955

    - genre Lightiella Jones, 1961
      - espèce Lightiella floridana McLaughlin, 1976
      - espèce Lightiella incisa Gooding, 1963
      - espèce Lightiella magdalenina Carcupino, Floris, Addis, Castelli & Curini-Galletti, 2006
      - espèce Lightiella monniotae Cals & Delamare Deboutteville, 1970
      - espèce Lightiella serendipita Jones, 1961

    - genre Sandersiella Shiino, 1965
      - espèce Sandersiella acuminata Shiino, 1965
      - espèce Sandersiella bathyalis Hessler & Sanders, 1973
      - espèce Sandersiella calmani Hessler & Sanders, 1973
      - espèce Sandersiella kikuchii Shimomura & Akiyama, 2008

## Écologie
Les céphalocarides se trouvent depuis la zone intertidale jusqu'à une profondeur de 1 500 mètres (4 900 pieds), dans tous types de sédiments. Les céphalocarides se nourrissent de détritus marins. Pour attirer les particules alimentaires, ils génèrent des courants avec les appendices thoraciques, tout comme les branchiopodes et les malacostracés. Les particules alimentaires sont ensuite acheminées antérieurement le long d'une rainure ventrale, menant aux arthropodes morceaux de bouche.